# Kua jezik
Kua jezik (cua, tyhua, tyua; ISO 639-3: tyu), jezik kojsanske porodice, srodan jeziku hietshware, iz kojeg je uz jezik tsoa, izdvojen kao poseban jezik. Njime govori oko 820 ljudi (2004 R. Cook) u bocvanskom distriktu Central. 
Pripadnici etničke grupe su nomadi ili rade za bijelce kao čuvari stoke.

## Vanjske poveznice
- Ethnologue (14th)
- Ethnologue (15th)